# Adelina Domingues
Adelina Domingues (Brava, 19 februari 1888 – San Diego, 21 augustus 2002) was een Amerikaanse supereeuwelinge van Kaapverdische afkomst en op 114-jarige leeftijd gedurende drie maanden de oudste levende persoon ter wereld.
Adelina Evangelina Domingues werd geboren als Adelina Engargiola op het Kaapverdiaanse eiland Brava in 1888. Haar vader was een Italiaanse havenloods, haar moeder was een Kaapverdiaanse van Portugese afkomst. Ze trouwde in 1906 op 18-jarige leeftijd met haar man Jose Domingues en reisde een jaar later naar Amerika aan boord van de schoener David Story om te gaan wonen in New Bedfort, Massachusetts. Daar zou ze met haar man vier kinderen krijgen. Als gevolg van kanker stierf Jose, tijdens zijn werkzame leven kapitein van de walvisvaart, in 1950.
Domingues was een missionaris van de Kerk van de Nazarener in Kaapverdië en andere delen van Afrika en was ook een religieuze straatpredikant toen ze in de Verenigde Staten woonde. Domingues geloofde sterk in de American Dream, was diep religieus, had conservatieve politieke opvattingen en was een penvriend van Ronald Reagan toen hij president van de Verenigde Staten was.
In 1998, toen Adelina reeds 110 jaar oud was stierf de laatste van haar vier kinderen. Zelf overleed ze in 2002 in San Diego. Domingues is bij leven nooit erkend geworden als de oudste levende mens. Op dat moment was dat weggelegd voor de Japanse Kamato Hongo. Later zou Domingues deze titel toch postuum krijgen, omdat de leeftijdsclaim van laatstgenoemde in 2012 ontkracht werd.